# Илли (коммуна)
Илли́ (фр. Illy) — коммуна во Франции, находится в регионе Шампань — Арденны. Департамент — Арденны. Входит в состав кантона Северный Седан. Округ коммуны — Седан.
Код INSEE коммуны — 08232.
Коммуна расположена приблизительно в 220 км к северо-востоку от Парижа, в 100 км северо-восточнее Шалон-ан-Шампани, в 19 км к востоку от Шарлевиль-Мезьера.

## Население
Население коммуны на 2008 год составляло 404 человека.
| 1962 | 1968 | 1975 | 1982 | 1990 | 1999 | 2008 |
| ---- | ---- | ---- | ---- | ---- | ---- | ---- |
| 354  | 394  | 395  | 342  | 413  | 422  | 404  |

## Экономика
В 2007 году среди 279 человек в трудоспособном возрасте (15—64 лет) 201 были экономически активными, 78 — неактивными (показатель активности — 72,0 %, в 1999 году было 70,0 %). Из 201 активных работали 181 человек (105 мужчин и 76 женщин), безработных было 20 (12 мужчин и 8 женщин). Среди 78 неактивных 27 человек были учениками или студентами, 22 — пенсионерами, 29 были неактивными по другим причинам.

## Фотогалерея

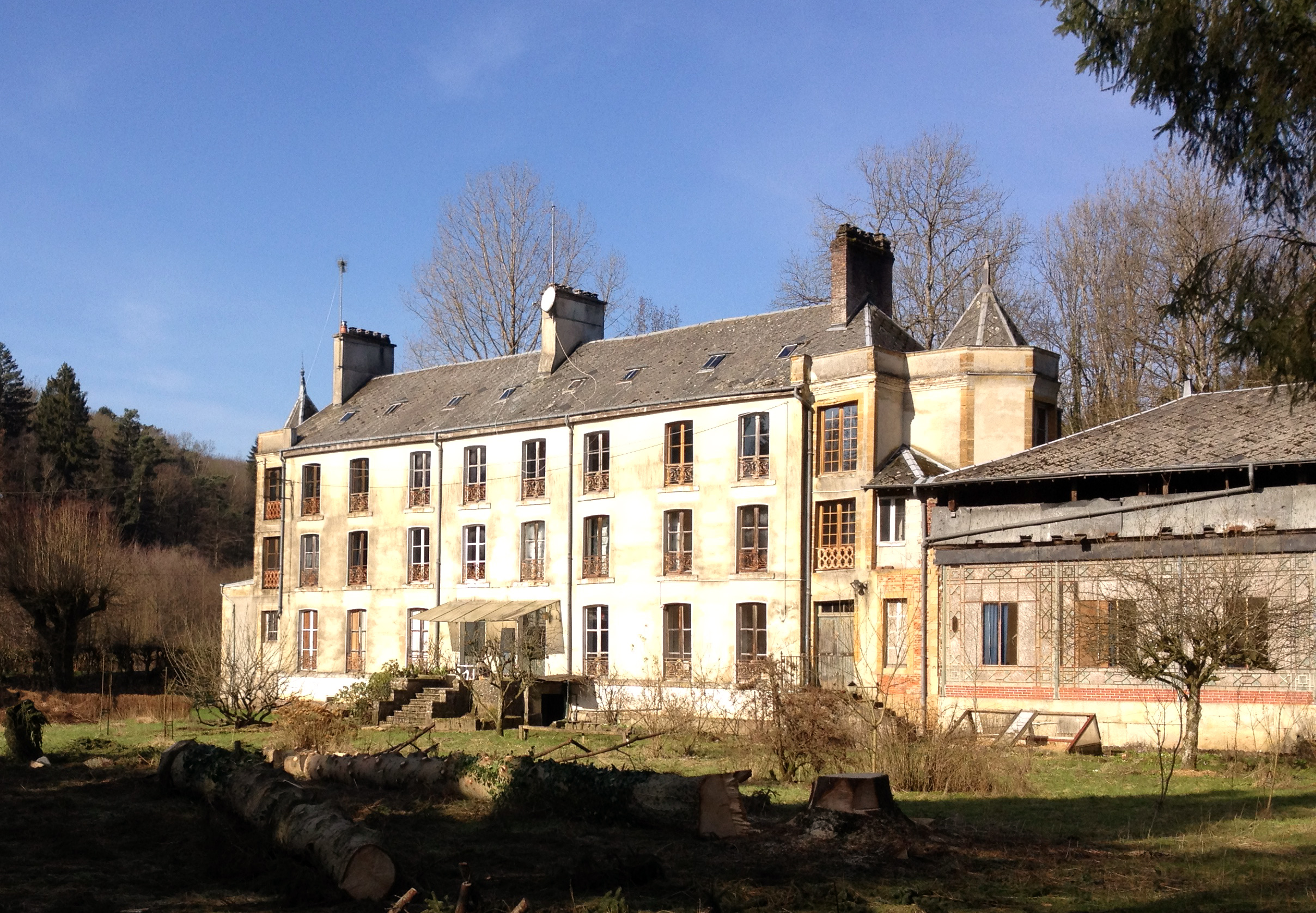
Замок де Олли
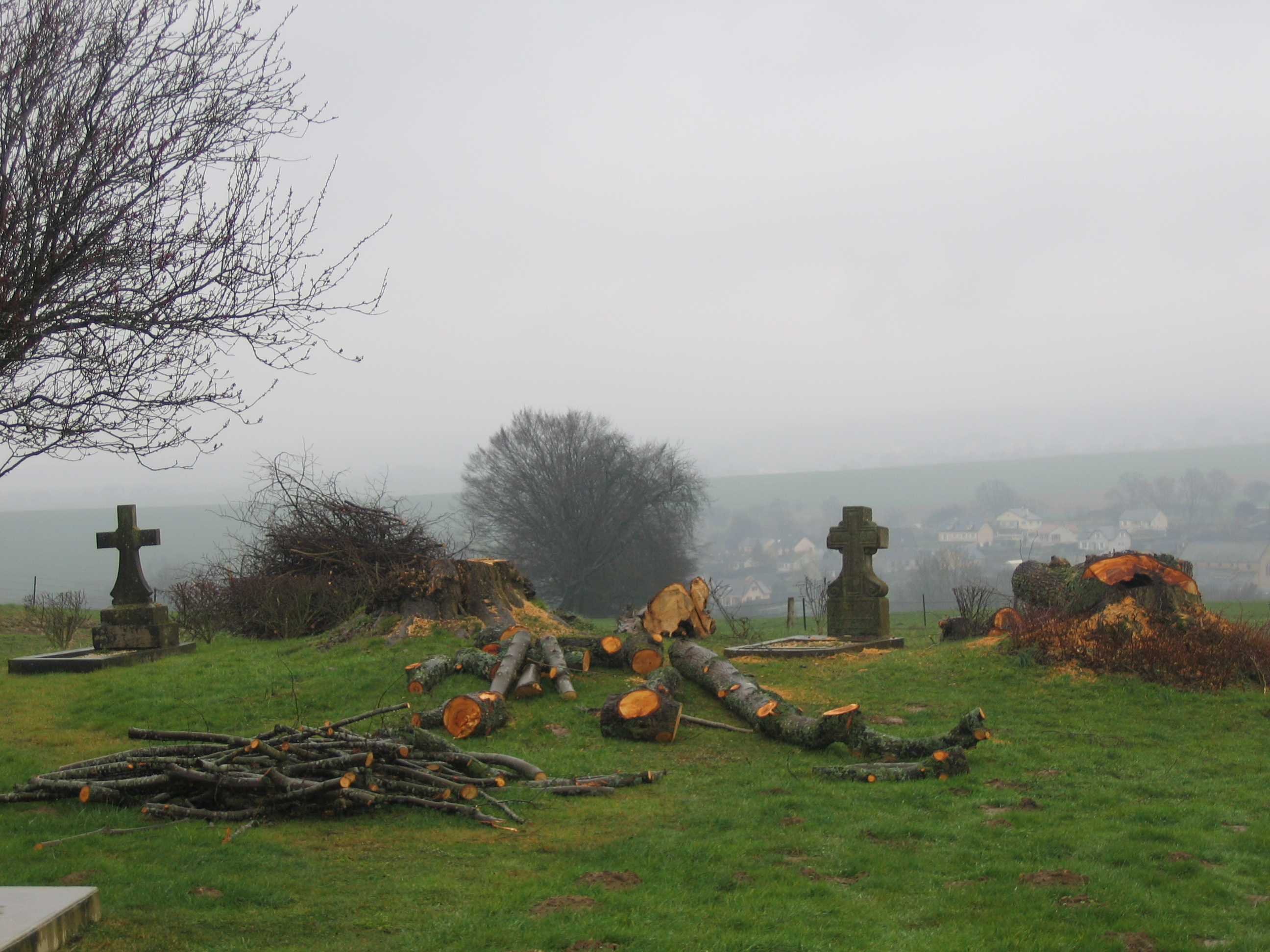
Кладбище
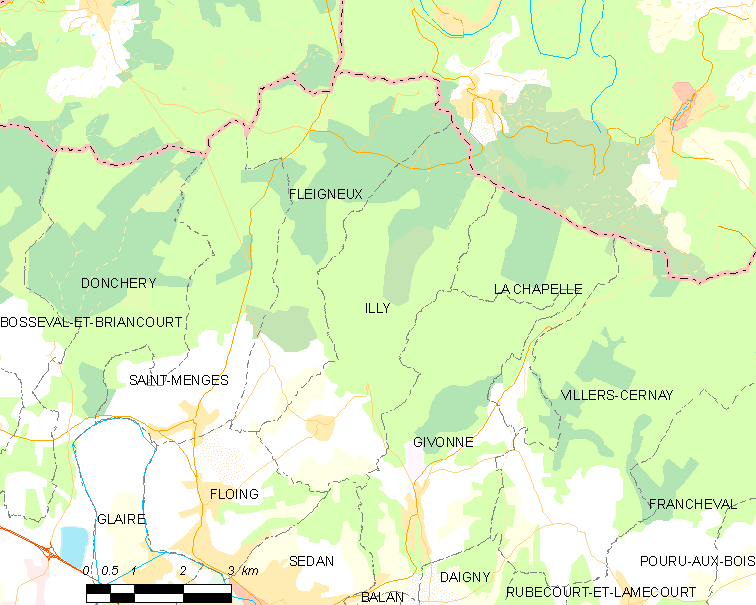
Карта коммуны